# Хаиме Алгерсуари
Хаиме Алгерсуари (шп. Jaime Alguersuari; Барселона, 23. март 1990) шпански је аутомобилиста и возач Формуле 1 у периоду од 2009. до 2011. године, када је возио за Алфа Таури Ф1. Дебитовао је на ВН Мађарске 2009, а у тиму је наследио Себастијена Бурдеа.